# Ambulance LTD
Ambulance LTD fue una banda de indie rock originaria del distrito hispano de Harlem, Nueva York en los Estados Unidos.

## Historia
Dos oriundos del estado de Ohio, Michael Di Liberto y Dave Longstreth, formaron el grupo en el año 2000. Pasado un tiempo, Marcus Congleton se unió a la banda y, tras la partida de los primeros dos, se unió al baterista Darren Becket para consolidar el grupo.
Juntos, firmaron un contrato con TVT Records, compañía que los descubrió gracias a las buenas críticas y el boca en boca generado tras varias presentaciones en vivo. Así fue que, la banda, lazó su primer EP, llamado Ambulance LTD en 2003.
En el 2004, lanzaron su primer LP, al cual llamaron simplemente LP y que tuvo muy buenas críticas en la prensa especializada. Su siguiente lanzamiento fue en marzo de 2006, cuando lanzaron un EP al que llamaron New English.
Benji Lysaght, Matt Dublin y Darren Beckett dejaron el grupo en 2006 para formar The Red Romance.

## Estilo
Mezclan los géneros dream pop e indie rock y tienen influencias del movimiento shoegaze británico de finales de los 80s y principios de los 90s, así como influencias marcadas de bandas como The Beatles y The Rolling Stones. Su estilo es una mezcla entre estos géneros y en sus propias palabras "su nicho es no pertenecer a ningún nicho", al no querer quedar categorizados en ningún subgénero del rock.

## Miembros

### Miembros anteriores
- Marcus Congleton: voz, guitarra.
- Benji Lysaght: guitarra.
- Matt Dublin: bajo, segunda voz.
- Darren Beckett: batería.
- Michael Di Liberto – voz, guitarra, bajo.
- Dave Longstreth – voz, guitarra.

## Discografía

### EP
- Ambulance LTD - 2003
- New English EP - 2006

### Álbumes
- LP - 2004